# Українські національні види спорту
Українські національні види спорту — це види спорту, засновані на національно-культурних традиціях України. Серед них є як відновлені, так і новостворені види.
Офіційно визнаними в Україні (занесеними до реєстру Міністерства молоді та спорту) є такі:
- Козацький двобій
- Рукопаш гопак
- Українська боротьба на поясах
- Український рукопаш Спас
- Фрі-файт
- Хортинг